# Anatoli Nikolajewitsch Kwotschur

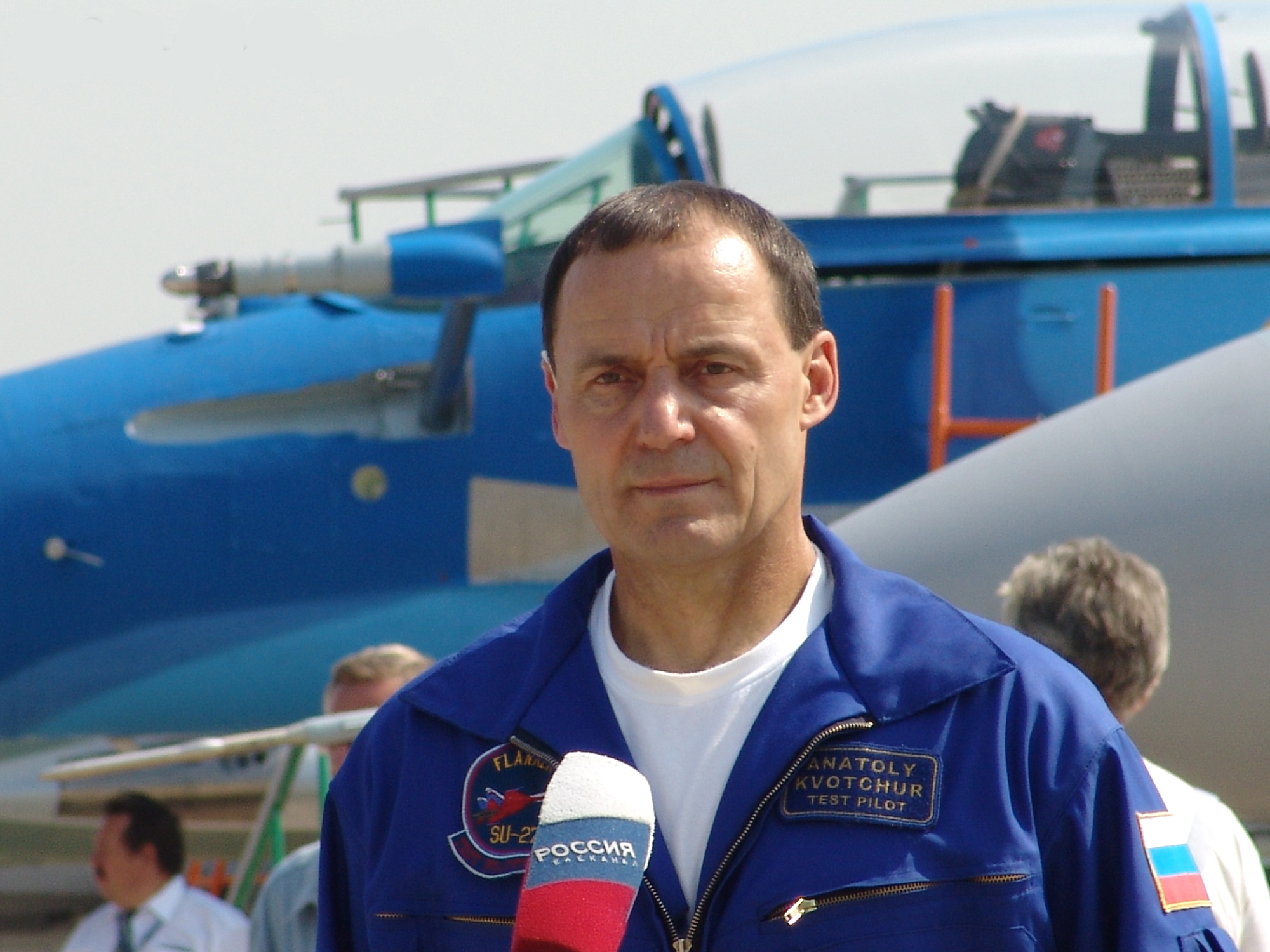
Anatoli Nikolajewitsch Kwotschur (2007)

Anatoli Nikolajewitsch Kwotschur (russisch Анатолий Николаевич Квочур; * 16. April 1952 in Masuriwka (Mohyliw-Podilskyj); † 15. April 2024 in Schukowski) war ein russischer Testpilot vor allem bei Mikojan-Gurewitsch.
Im Jahr 1973 schloss er die Militärfliegerschule in Jeisk ab. Er flog danach bei der Gruppe der Sowjetischen Streitkräfte in Deutschland. Ab 1975 besuchte er die Testpilotenschule Alexander Fedotow.
1977 wurde er aus der Luftwaffe im Rang eines Majors entlassen. Er ging nochmals an die Testpilotenschule und das Staatliche Luftfahrtinstitut in Moskau. Er kam danach zum OKB Suchoi und testete dort die Suchoi Su-17 und Su-22 und nach seiner Rückkehr die Su-27. Auf der Su-27 flog er 11 Weltrekorde.
Dazwischen war er 1981–1991 Testpilot bei Mikojan. 1988 zeigte Kwotschur in Farnborough ein Männchen (Kunstflug) mit der MiG-29. Er stürzte zudem 1989 nach einem Vogelschlag mit einer MiG-29 in Paris ab.
Kwotschur bekam den Titel Held der Russischen Föderation. Er starb 2024 nach längerer Krankheit und wurde auf dem Föderalen Militärischen Gedenkfriedhof begraben.